# Правителство на Бойко Борисов 2
Второто правителство на Бойко Борисов (наричано също правителство на Бойко Борисов II или кабинет „Борисов II“) е деветдесет и четвъртото правителство на Република България, избрано от XLIII народно събрание на 7 ноември 2014 г. Правителството е в оставка от 14 ноември 2016 г., тя е приета от Народното събрание на 16 ноември 2016 г.

## Политика

### Вътрешна политика
През 2015 г. правителството договаря известно намаляване на цените на тока от ТЕЦ-овете „Марица-Изток 1“ и „Марица-Изток 3“, с което да намали загубите на Националната електрическа компания.
В края на декември 2015 г., правителството решава да закрие митницата в Свиленград, след като над 30 нейни служители са арестувани при специализирана полицейска акция на митническия пункт „Капитан Андреево“. Служителите са обвинени в това, че са искали и събирали пари от водачите на преминаващите автомобили.
В годишната класация на „Репортери без граници“ за свобода на пресата по света, през април 2016 г. България се смъква със седем места до 106-о от 180 държави, което е най-ниското за държава членка на Европейския съюз. Като причини за ниската оценка организацията сочи корупция и „тайна кооперация между медии, политици и олигарси, включително Делян Пеевски“, а комисията за финансов надзор е обвинена, че действа като „медийно ченге“, чрез даване на глоби, нареждане на журналисти да разкрият източниците си и възпирането им да резкриват проблеми, свързани с банките и банковата регулационна система.
На 10 май 2016 г. АБВ оттегля подкрепата си за ГЕРБ и изтегля своите представители от изпълнителната власт. Причина за това става „порочният подход при приемането на Изборния кодекс“ и „начинът на правене на политика“ от страна на управляващите.

### Външна политика
Решено е двигатели на български изтребители руско производство да бъдат ремонтирани в Полша, вместо в Русия, като са цитирани по-ниска цена и условията на руската страна по сроковете за изпълнение на договора, както и това, че „България е най-зависима от руското въоръжение от всички членове (на НАТО).“ Русия твърди, че Полша няма лиценз за извършването на такива ремонти.
В началото на септември 2015 г. Русия иска разрешение за преминаване на нейни транспортни самолети през българското въздушно пространство, на път за Сирия, където тече гражданска война от 2011 г. Държавният департамент на САЩ иска от България да не позволява тези полети и българското правителство не дава разрешение. Според източник на московския в. „Ведомости“, дотогава руски самолети са минавали над България веднъж на няколко седмици.

## Подаване на оставка
На 14 ноември 2016 г. Бойко Борисов депозира оставката на правителството в Народното събрание след загубата на ГЕРБ на президентските избори.

## Съставяне
Структурата и съставът на министерски съвет на България са обявени на 6 ноември 2014 г., след като лидерите на ГЕРБ, РБ, ПФ и АБВ връщат на президента Росен Плевнелиев изпълнения мандат за съставяне на правителство. Разпределението на министрите е в съотношение 10:4:2:1:1:1:1.

### Кабинет
Сформира се от следните 20 министри и един председател.
| министерство                                              | име | име                | партия     |
| --------------------------------------------------------- | --- | ------------------ | ---------- |
| министър-председател                                      |     | Бойко Борисов      | ГЕРБ       |
| заместник министър-председател1                           |     | Румяна Бъчварова   | ГЕРБ       |
| заместник министър-председател2                           |     | Меглена Кунева     | ДБГ        |
| заместник министър-председател3                           |     | Томислав Дончев    | ГЕРБ       |
| заместник министър-председател,4 труд и социална политика |     | Ивайло Калфин      | АБВ        |
| финанси                                                   |     | Владислав Горанов  | ГЕРБ       |
| вътрешни работи                                           |     | Веселин Вучков     | ГЕРБ       |
| регионално развитие и благоустройство5                    |     | Лиляна Павлова     | ГЕРБ       |
| отбрана                                                   |     | Николай Ненчев     | БЗНС       |
| външни работи                                             |     | Даниел Митов       | ДБГ        |
| правосъдие                                                |     | Христо Иванов      | ДСБ        |
| образование и наука                                       |     | Тодор Танев        | безпартиен |
| здравеопазване                                            |     | Петър Москов       | ДСБ        |
| култура                                                   |     | Вежди Рашидов      | ГЕРБ       |
| околна среда и води                                       |     | Ивелина Василева   | ГЕРБ       |
| земеделие и храни                                         |     | Десислава Танева   | ГЕРБ       |
| транспорт, информационни технологии и съобщения           |     | Ивайло Московски   | ГЕРБ       |
| икономика5                                                |     | Божидар Лукарски   | СДС        |
| енергетика5                                               |     | Теменужка Петкова  | ГЕРБ       |
| туризъм6                                                  |     | Николина Ангелкова | ГЕРБ       |
| младеж и спорт                                            |     | Красен Кралев      | ГЕРБ       |

- 1: – отговарящ за коалиционната политика и държавната администрация.
- 2: – отговарящ за координацията на европейските политики и институционалните въпроси.
- 3: – отговарящ за европейските фондове и икономическата политика.
- 4: – отговарящ за демографската и социалната политика.
- 5: – преобразуват се на основание чл. 84, т. 7 и чл. 108 от Конституцията на Република България следните ведомства:
  - Министерството на регионалното развитие – в Министерството на регионалното развитие и благоустройството;
  - Министерството на икономиката и енергетиката – в Министерство на икономиката и Министерство на енергетиката;
- 6: – създават се на основание чл. 84, т. 7 и чл. 108 от Конституцията на Република България следните ведомства:
  - Министерство на туризма.
- 7: – закриват се на основание чл. 84, т. 7 и чл. 108 от Конституцията на Република България следните ведомства:
  - Министерството на инвестиционното проектиране

### Промени в кабинета

#### от 11 март 2015
- Веселин Вучков подава оставка от поста министър на вътрешните работи и на негово място е назначена Румяна Бъчварова.

| министерство    | име | име              | партия |
| --------------- | --- | ---------------- | ------ |
| вътрешни работи |     | Румяна Бъчварова | ГЕРБ   |

#### от 18 декември 2015
- Христо Иванов подава оставка от поста министър на правосъдието и на негово място е назначена Екатерина Захариева.

| министерство | име | име                 | партия |
| ------------ | --- | ------------------- | ------ |
| правосъдие   |     | Екатерина Захариева | ГЕРБ   |

#### от 3 февруари 2016
- Тодор Танев подава оставка от поста министър на образованието и науката и на негово място е назначена Меглена Кунева.

| министерство        | име | име            | партия |
| ------------------- | --- | -------------- | ------ |
| образование и наука |     | Меглена Кунева | ДБГ    |

#### от 18 май 2016
След решението на АБВ да оттегли подкрепата си за ГЕРБ и депозираната оставка (10.05.2016) на ексвицепремиера и министър на труда и социалната политика Ивайло Калфин (приета от министър-председателя на 13 май 2016 г. и гласувана с решение на Народното събрание на 18 май 2016 г.), кандидатурата на Зорница Русинова да оглави трудовото министерство е подкрепена със 136 гласа „за“ (ГЕРБ, БДЦ и АБВ), против се обявяват 70 депутати, а 5 се въздържат. Приема се нова структура на Министерския съвет (на основание чл. 84, т. 7 и чл. 108, ал. 1 от Конституцията на Република България) в състав отːминистър-председател и трима зам. министри.
| министерство             | име | име              | партия     |
| ------------------------ | --- | ---------------- | ---------- |
| труд и социална политика |     | Зорница Русинова | безпартиен |